# 髙慶汰
髙 慶汰（コ キョンテ、고경태。1995年4月6日 - ）は、東京都出身のプロサッカー選手。ポジションは、ミッドフィールダー。
梁勇基とは親戚関係であり、はとこにあたる。

## 来歴

### プロ入り前
柏レイソルの下部組織出身。中学校卒業後、尚志高等学校へ進学。1年時、山口国体に大分トリニータの松本昌也や清水エスパルスの金子翔太等と共に福島県選抜として出場を果たした。1年時からレギュラーとして高円宮杯U-18プレミアリーグ、インターハイ全国ベスト8、第90回全国高校サッカー選手権大会第3位に貢献し、2年時には背番号10番を背負い東北プリンスリーグ、インターハイに出場し活躍、3年時にはキャプテンとして120名の部員をまとめ東北プリンスリーグ、インターハイに出場。柏レイソルＵ-15時代。在日韓国人としては初のU-13韓国代表入りし日韓戦に出場。
2014年より、AC長野パルセイロへ入団。
2016年7月、JFLのブリオベッカ浦安に期限付き移籍。2017年より完全移籍に移行。
2018年、東京武蔵野シティFCに移籍。
ボランチ、センターバックで起用され累積での出場停止となった１試合を除き全試合スタメン出場。
2022年を以て現役引退。

## エピソード
ラモス瑠偉がプロデュースするカリオカFCあだちでサッカーを始め、柏レイソルU-12ではキャプテンを務め柏レイソルU-15時代に当時韓国代表コーチを務めていた洪明甫の目に留まりU-13韓国代表に招集される。在日韓国人としては初となるU-13韓国代表入りを果たしU-13,U-14日韓戦に出場しその後も各年代別韓国代表強化合宿に招集され韓国内でも高い評価を得る。。
2009年12月には韓国の地で日本と対戦、U-14韓国代表チームは30名招集したのち20名に絞ると言う選手達にはまさにサバイバルとなる合宿を経て高慶汰も見事サバイバル戦に勝ちのこり昌原サッカーセンターでの日本戦に臨んだ。。
中学2年時には単身スペインへサッカー留学に行き地元クラブのエウロパでトレーニングと試合に出場し、6試合4得点をあげクラブから獲得オファーをもらうも諸条件が合わず断念。
中学3年時にはゲルト・エンゲルスにスカウトされドイツ・ブンデスリーガのVfBシュトゥットガルトへの練習参加と試合に出場しギド・ブッフバルトからも高く評価される。
中学3年秋には自ら池田誠剛を訪ねフィジカルトレーニングを受け体作りに励む。
中学3年時柏レイソルユースから昇格をもらいながら自らを鍛え直すため高校サッカーへ進み尚志高校サッカー部監督仲村浩二の下3年間過ごし2013年秋にAC長野パルセイロとプロ契約を結びJリーガーとなる。
横浜FC練習参加時には三浦知良からアドバイスをもらう。

## 所属クラブ
ユース経歴
- 柏レイソルU-12（キャプテン）
- 柏レイソルU-15（足立区立第十中学校）
- 尚志高等学校（キャプテン）

プロ経歴
- 2014年 - 2016年  AC長野パルセイロ
  - 2015年8月 - 同年12月  グルージャ盛岡(期限付き移籍)
  - 2016年7月 - 同年12月  ブリオベッカ浦安（期限付き移籍）
- 2017年  ブリオベッカ浦安
- 2018年 - 2020年  東京武蔵野シティFC
- 2021年 - 2022年  東京武蔵野ユナイテッドFC
- 2023年 -  FC KOREA

## 個人成績
| 国内大会個人成績 | 国内大会個人成績 | 国内大会個人成績 | 国内大会個人成績 | 国内大会個人成績 | 国内大会個人成績 | 国内大会個人成績 | 国内大会個人成績 | 国内大会個人成績 | 国内大会個人成績 | 国内大会個人成績 | 国内大会個人成績 |
| 年度             | クラブ           | 背番号           | リーグ           | リーグ戦         | リーグ戦         | リーグ杯         | リーグ杯         | オープン杯       | オープン杯       | 期間通算         | 期間通算         |
| 年度             | クラブ           | 背番号           | リーグ           | 出場             | 得点             | 出場             | 得点             | 出場             | 得点             | 出場             | 得点             |
| 日本             | 日本             | 日本             | 日本             | リーグ戦         | リーグ戦         | リーグ杯         | リーグ杯         | 天皇杯           | 天皇杯           | 期間通算         | 期間通算         |
| ---------------- | ---------------- | ---------------- | ---------------- | ---------------- | ---------------- | ---------------- | ---------------- | ---------------- | ---------------- | ---------------- | ---------------- |
| 2014             | 長野             | 18               | J3               | 0                | 0                | -                | -                | 0                | 0                | 0                | 0                |
| 2015             | 長野             | 18               | J3               | 0                | 0                | -                | -                | 0                | 0                | 0                | 0                |
| 2015             | 盛岡             | 24               | J3               | 1                | 0                | -                | -                | 0                | 0                | 1                | 0                |
| 2016             | 長野             | 24               | J3               | 0                | 0                | -                | -                | -                | -                | 0                | 0                |
| 2016             | 浦安             | 27               | JFL              | 2                | 0                | -                | -                | -                | -                | 2                | 0                |
| 2017             | 浦安             | 8                | JFL              | 14               | 0                | -                | -                | 1                | 0                | 15               | 0                |
| 2018             | 武蔵野C          | 30               | JFL              | 29               | 2                | -                | -                | -                | -                | 29               | 2                |
| 2019             | 武蔵野C          | 2                | JFL              | 28               | 0                | -                | -                | -                | -                | 28               | 0                |
| 2020             | 武蔵野C          | 2                | JFL              | 14               | 0                | -                | -                | 3                | 0                | 17               | 0                |
| 2021             | 武蔵野U          | 2                | JFL              | 31               | 1                | -                | -                | -                | -                | 31               | 1                |
| 2022             | 武蔵野U          | 2                | JFL              | 8                | 0                | -                | -                | -                | -                | 8                | 0                |
| 通算             | 日本             | 日本             | J3               | 1                | 0                | -                | -                | 0                | 0                | 1                | 0                |
| 通算             | 日本             | 日本             | JFL              | 126              | 3                | -                | -                | 4                | 0                | 130              | 3                |
| 総通算           | 総通算           | 総通算           | 総通算           | 127              | 3                | -                | -                | 4                | 0                | 131              | 3                |

## 代表
- U-13韓国代表（日韓戦出場・Jヴィレッジ）
- U-14韓国代表（日韓戦出場・韓国・昌原サッカーセンター）
- U-15韓国代表（サッカー韓国代表チームトレーニングセンター）
- U-16韓国代表（木浦国際サッカーセンター）
- U-18韓国代表（木浦国際サッカーセンター）
- 福島県国体選抜（山口国体）出場